# Dina Babbitt
Pour les articles homonymes, voir Babbitt.
Dina Gottliebova-Babbitt, née le 21 janvier 1923 à Brno (Tchécoslovaquie) et morte le 29 juillet 2009 à Felton (comté de Santa Cruz en Californie), est une artiste et une survivante de la Shoah. À partir de 1973, elle cherche en vain à récupérer les portraits qu'elle a réalisés durant sa détention à Auschwitz et qui ont été acquis par le musée national Auschwitz-Birkenau.

## Biographie

### Jeunesse sous l'Occupation nazie
Dina Gottliebova est née le 21 janvier 1923 à Brno dans une famille juive tchécoslovaque. Elle suit des études d'arts dans une école jusqu'en 1939, lorsque les troupes allemandes envahissent une partie de la Tchécoslovaquie. Quelques semaines plus tard, des mesures de discrimination visant les Juifs l'obligent à quitter l'école. Elle vit de petits emplois et se rend à Prague, où elle intègre une école d'arts graphiques, géré par la communauté juive, afin, raconte-t-elle, à la Société Radio-Canada, d'« obtenir des compétences pratiques pour trouver un travail dans un autre pays ».
En janvier 1942, Dina Gottliebova retourne à Brno pour rejoindre sa mère qui a reçu l'ordre de partir au camp de concentration de Theresienstadt. Dina se porte volontaire pour l'accompagner. Elles s'y rendent le jour de son 19e anniversaire. C'est dans ce camp qu'elle rencontre Karl Klinger, qu'elle décrit comme « l'amour de sa vie ». Mais alors que Dina Gottliebova se porte à nouveau volontaire pour suivre sa mère à Auschwitz, le jeune homme reste au camp de concentration de Theresienstadt pour s'occuper de sa propre mère, aveugle.

### La déportation à Auschwitz
En septembre 1943, elle est emprisonnée à Auschwitz. Un de ses compagnons, qui connaissait son talent pour le dessin, lui demande si elle accepterait de peindre sur les murs des baraquements d'enfants. Elle représente notamment des fleurs, des montagnes ainsi que des personnages de Blanche-Neige et les Sept Nains, un film qu'elle avait vu sept fois d'affilée,.
Un officier SS remarque ses peintures et l'emmène au campement des gitans d'Auschwitz où elle est présentée au docteur nazi Josef Mengele. Il lui demande de dessiner des portraits de prisonniers tsiganes déportés, avant leur mise à mort par ce dernier lors de ses expérimentations, en échange de la vie sauve pour elle et sa mère. Selon Dina, elle aurait ainsi réalisé onze portraits de tsiganes, qu'elle signe "Dinah 1944",. Des 3800 Juifs tchèques voués à la mort dans les chambres à gaz en mars 1944, seuls 22 ont survécu, dont Dina et sa mère. Le père et le fiancé de la jeune femme ont été victimes de la Shoah.

### Après la guerre
Après la libération du camp d'Auschwitz en janvier 1945 et la fin de la Seconde Guerre mondiale, Dina et sa mère s'installent à Paris. Dina devient l'assistante d'un animateur américain, Art Babbitt (1907-1992), qui fait partie de l'équipe qui a réalisé Blanche Neige de Disney. Ils se marient en avril 1949 et déménagent à Hollywood. Dina Babbitt travaille à l'animation pour plusieurs studios de Hollywood.
Art et Dina Babbitt ont deux enfants, deux filles prénommées Michele et Karin, et divorcent en 1963. Naturalisée citoyenne américaine, Dina Babbitt vivait à Santa Cruz en Californie. À l'âge de 86 ans, le 29 juillet 2009, elle décède d'un cancer dans sa maison à Felton, près de Santa Cruz.

### Un combat pour récupérer ses portraits
Le musée national Auschwitz-Birkenau raconte dans un communiqué avoir acquis six de ses portraits en 1963, et un septième en 1977, qui avaient été récupérés par des survivants des camps. Contactée par le musée, Dina Babbitt se rend en janvier 1973 en Pologne afin d'identifier les œuvres. Mais le musée lui indique qu'il les conservera, estimant que ces portraits appartiennent désormais à la mémoire des victimes du camp de concentration.
Dina Babbitt va se battre pendant trois décennies, en vain, pour obtenir la restitution de ses portraits. Dans son combat, elle est appuyée par Shelley Berkley, représentante démocrate du Nevada au Congrès américain. En 2004, la parlementaire va jusqu'à interpeller le gouvernement américain via le secrétaire d'État de l'époque, Colin Powell.
En 2008, en collaboration avec Rafael Medoff (en), directeur de l'Institut David S. Wyman pour les études sur l'Holocauste, l'auteur de comics Neal Adams a soutenu Dina Babitt en racontant son histoire. Sur les textes de Rafael Medoff, Neal Adams a illustré un documentaire en bande dessinée de six pages, encrée par Joe Kubert et précédé d'une introduction de Stan Lee. Adams avait évoqué la situation « tragique », qu'il considérait comme « une atrocité ». En septembre 2008, Neal Adams, l'Institut Wymans et J. David Spurlock (en), fondateur des éditions Vanguard Publications, ont également lancé une pétition demandant au musée national Auschwitz-Birkenau de rendre à Babitt les sept portraits : plus de 450 auteurs de comics et de bande dessinée l'avaient signée,.
Une réédition de ce documentaire illustré a été publiée dans le comics X-men : Magnéto, le testament.